# Parnassia lanceolata
Parnassia lanceolata är en benvedsväxtart som beskrevs av Tsue Chih Ku. Parnassia lanceolata ingår i släktet Parnassia och familjen Celastraceae. Utöver nominatformen finns också underarten P. l. oblongipetala.